# Джованні Болівар
Джованні Давід Болівар Альварадо (ісп. Jovanny David Bolívar Alvarado; нар. 16 грудня 2001, Акарігуа, Венесуела) — венесуельський футболіст, нападник «Альбасете», який виступає в оренді за ковалівський «Колос».

## Клубна кар'єра
Вихованець молодіжної академії «Депортіво» (Ла-Гвайра). У першій команді «Депортіво» дебютував 26 січня 2019 року в програному (2:3) матчі Прімера Дивізіону проти «Монагасу».
9 березня 2021 року перейшов в 1-річну оренду з можливістю повноцінного переходу до «Ді Сі Юнайтед». Згодом відправився в оренду до резервної команди вище вказаного клубу, «Лаудун Юнайтед». Першим голом у новому колективі відзначився 29 травня 2021 року, в переможному (1:0) поєдинку проти «Нью-Мексико Юнайтед».
11 січня 2023 року підписав контракт на п'ять з половиною років із іспанським клубом «Альбасете», який виступає в Сегунда Дивізіоні. 1 вересня перейшов до іншої команди Сегунди, в 1-річну оренду до «Уески».
30 серпня 2024 року перейшов в 1-річну оренду з правом викупу до «Колоса».

## Кар'єра в збірній
У футболці олімпійської збірної Венесуели дебютував 21 січня 2024 року в нічийному (3:3) домашньому поєдинку 1-го туру групи А Передолімпійського футбольного турніру проти Болівії. Джованні вийшов на поле в стартовому складі, на 42-й хвилині відзначився голом, а на 90+1-й хвилині його замінив Хесус Паз. Станом на 31 серпня 2024 року провів 7 матчів та відзначився 4-ма голами за олімпійську збірну Венесуели.

## Статистика виступів
Станом на 14 березня 2024 року
| Клуб                      | Сезон             | Ліга                       | Ліга  | Ліга | Кубок | Кубок | Континентальні | Континентальні | Інші  | Інші | Загалом | Загалом |
| Клуб                      | Сезон             | Дивізіон                   | Матчі | Голи | Матчі | Голи  | Матчі          | Голи           | Матчі | Голи | Матчі   | Голи    |
| ------------------------- | ----------------- | -------------------------- | ----- | ---- | ----- | ----- | -------------- | -------------- | ----- | ---- | ------- | ------- |
| «Депортіво» (Ла-Гвайра)   | 2019              | Прімера Дивізіон Венесуели | 9     | 0    | 1     | 0     | 1              | 0              | —     | —    | 11      | 0       |
| «Депортіво» (Ла-Гвайра)   | 2020              | Прімера Дивізіон Венесуели | 18    | 4    | —     | —     | —              | —              | —     | —    | 18      | 4       |
| «Депортіво» (Ла-Гвайра)   | 2021              | Прімера Дивізіон Венесуели | 0     | 0    | —     | —     | —              | —              | —     | —    | 0       | 0       |
| «Депортіво» (Ла-Гвайра)   | 2022              | Прімера Дивізіон Венесуели | 35    | 18   | —     | —     | 8              | 0              | —     | —    | 43      | 18      |
| «Депортіво» (Ла-Гвайра)   | Загалом           | Загалом                    | 62    | 22   | 1     | 0     | 9              | 0              | —     | —    | 72      | 22      |
| «Ді Сі Юнайтед» (оренда)  | 2021              | MLS                        | 0     | 0    | —     | —     | —              | —              | —     | —    | 0       | 0       |
| «Лаудун Юнайтед» (оренда) | 2021              | Чемпіонат USL              | 19    | 6    | —     | —     | —              | —              | —     | —    | 19      | 6       |
| «Альбасете»               | 2022-23           | Сегунда Дивізіон           | 7     | 1    | —     | —     | —              | —              | 1     | 0    | 8       | 1       |
| «Альбасете»               | 2023-24           | Сегунда Дивізіон           | 1     | 0    | —     | —     | —              | —              | —     | —    | 1       | 0       |
| «Альбасете»               | Загалом           | Загалом                    | 8     | 1    | —     | —     | —              | —              | 1     | 0    | 9       | 1       |
| «Уеска» (оренда)          | 2023-24           | Сегунда Дивізіон           | 13    | 0    | 3     | 0     | —              | —              | —     | —    | 16      | 0       |
| Усього за кар'єру         | Усього за кар'єру | Усього за кар'єру          | 102   | 29   | 4     | 0     | 9              | 0              | 1     | 0    | 116     | 29      |

Коментарі
1. ↑  Матчі в Кубку Лібертадорес
2. ↑  Матчі в Південноамериканському кубку
3. ↑  Матчі в плей-оф Сегунда Дивізіону

## Досягнення
«Депортіво» (Ла-Гвайра)
- Прімера Дивізіон Венесуели
  -  Чемпіон (1): 2020